# サンシャインふじ
サンシャインふじ (SUNSHINE FUJI) は大島運輸が運航していたクルーズ客船。

## 概要
「客船としての余裕のある優れた性能を有し、近代的な優美な船体形状を持つ豪華客船」の基本方針の元設計建造され1983年10月に就航し日本近海でのクルーズや研修船に使用。1996年にフィリピンへ売却され「Mabuhay Sunshine」に改名しフィリピン近海でのクルーズに用いられるもアジア経済危機に伴い1997年末頃に運航を停止しマクタン島にて長期間停泊された後2016年にセブ島にて解体。

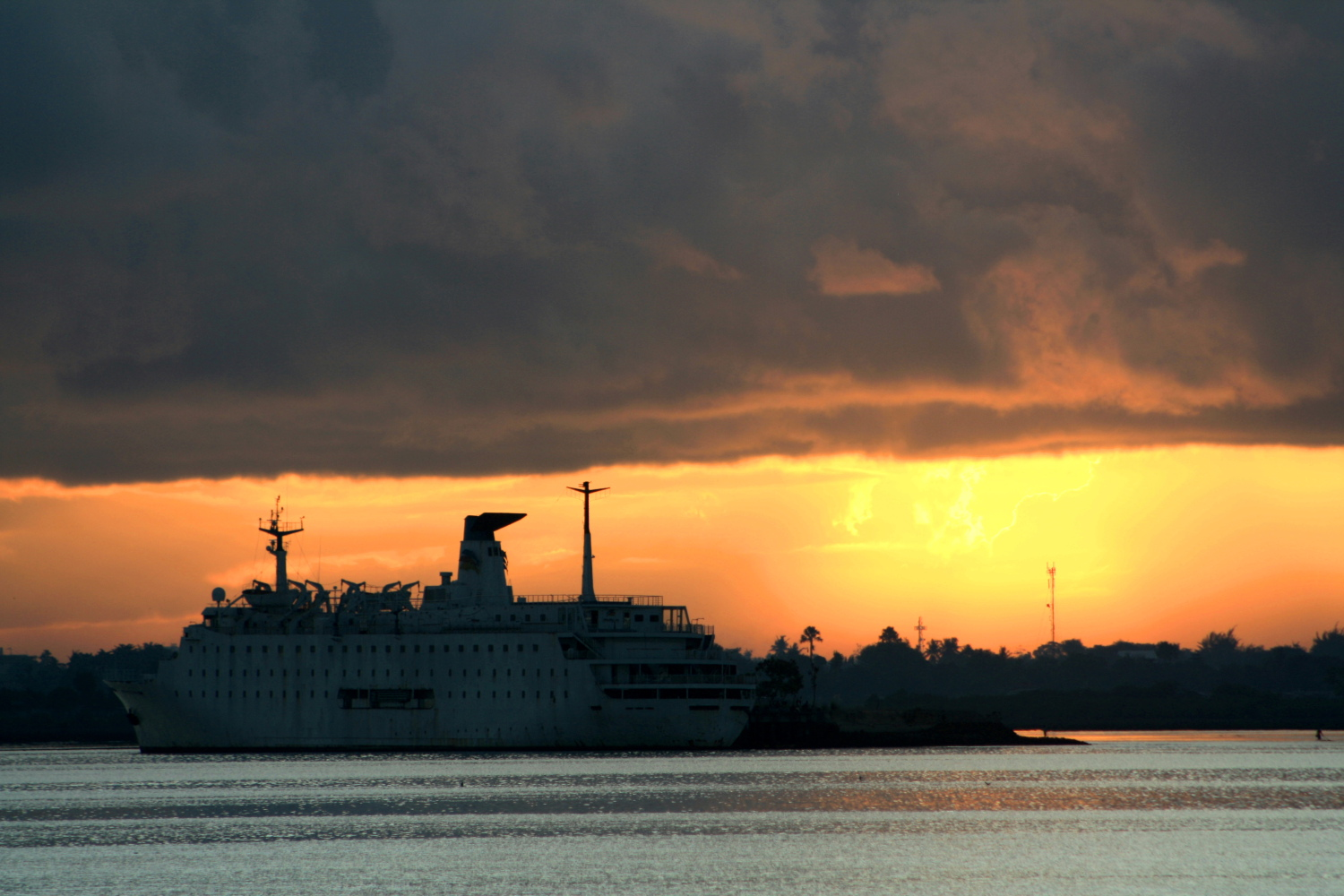
マクタン島にて（2011年）

## 船内
6階
- スカイホール・ダンスフロアー - 昼間は清潔で優雅な空間、夜は優雅さと華やかさを持つ雰囲気とした。
- うどんコーナー

5階
- レストランふじ（258席） - 白地に抽象画のパネルやアクセントに木目を配した壁面などで落ち着きと親しみのある空間とした。
- ゲームコーナー
- スナックプラザ - 籐製の椅子などトロピカル調の内装とした。
- 大会議室 - アイボリー系色のクロス張りの壁やソフトなブラウン系の床を配し落ち着きある格調高い内装とした。
- 特別室
- 特等室

3階
- 洋室
- パブリックラウンジ
- オーガナイザールーム
- 浴室
- 図書室

2階
- 和室
- エントランスホール
- 案内所
- 売店

1階
- サンシャインホール